# Фукиагэ (княжество)
Княжество Фукиагэ (яп. 吹上藩 Фукиагэ-хан) — феодальное княжество (хан) в Японии периода Эдо (1842—1871). Фукиагэ-хан располагался в провинции Симоцукэ (современная префектура Тотиги) на острове Хонсю.
Административный центр хана: Фукиагэ-дзинъя в провинции Симоцукэ (современный город Тотиги, префектура Тотиги). Княжеством управлял самурайский род Арима.

## История
Клан Арима правил в княжестве Куруме (210 000 коку) в провинции Этидзэн. Арима Ёрицудо (1611—1649), третий сын Аримы Тоёудзи (1569—1642), основателя домена, получил разрешение на создание собственной ветви рода. Арима Ёрицудо служил в качестве хатамото сёгуну Токугава Хидэтаде и его сыну, Токугаве Таданаге, с доходом 10 000 коку, хотя он официально и не был признан как даймё. Его потомки служили роду Токугава из провинции Кии в течение ряда поколений. В 1726 году сёгун Токугава Ёсинобу назначил Ариму Удзинори (1668—1736) даймё Исэ-Сайдзё в провинции Исэ (10 000 коку). Через пять поколений, его потомки в 1781 году получил во владение Гои-хан в провинции Кадзуса. А еще пять поколений спустя, в 1842 году, Арима Удзисигэ, 5-й даймё Гои-хана (1833—1842), перенес княжескую резиденцию из Гои в Фукиагэ.
Его сын, Арима Удзихиро (род. 1850), унаследовал престол в 1858 году в возрасте восьми лет, поэтому все рычаги власти в княжестве оставались в руках его каро. В 1864 году Асикага-хан напал на Фукиагэ-хан в поддержку при подавлении восстания в провинции Мито. Во время Войны Босин (1868—1869) Фукиагэ-хан быстро перешел на сторону про-императорских сил и в 1868 году выставил свой военный контингент для подавления Северного союза княжеств. В марте 1869 году группа из девяти самураев княжества штурмовала княжескую резиденцию в Эдо и убила найденного там каро, который присвоил себе средства, предоставленные правительством для помощи семьям самураев княжества, павших в боях.
В июле 1871 года после административно-политической реформы Фукиагэ-хан был ликвидирован и включен в состав префектуры Тотиги.
Согласно переписи 1870 года, в княжестве Фукиагэ проживало 6 826 человек в 1 473 домохозяйствах, из которых 383 были самураями в 106 домохозяйствах.

## Список даймё
| #                             | Имя и годы жизни                           | Правление | Титул                  | Ранг                    | Кокудара    |
| ----------------------------- | ------------------------------------------ | --------- | ---------------------- | ----------------------- | ----------- |
| Род Арима (тодзама) 1842—1871 |                                            |           |                        |                         |             |
| 1                             | Арима Удзисигэ (1831-1862) (яп. 有馬 氏郁) | 1842-1858 | Бунго-но-ками (備後守) | Пятый нижний (従五位下) | 10,000 коку |
| 2                             | Арима Удзихиро (1850-?) (яп. 有馬氏弘)     | 1858-1871 | Хёго-но-ками (兵庫頭)  | Пятый нижний (従五位下) | 10,000 коку |